# Путілін Микола Іванович
Мико́ла Іва́нович Путілін (* 22 травня 1910 — 3 лютого 1982) — український фізіолог родом з Курщини. Доктор медичних наук (1955). Професор (1957).

## Біографія
1932 року закінчив Харківський медичний інститут. Учень Георгія Володимировича Фольборта.
Учасник німецько-радянської війни. Нагороджений орденами Вітчизняної війни, Жовтневої революції та медалями.
Професор Харківського медичного інституту.
У 1960—1982 роках — завідувач кафедри нормальної фізіології Київського медичного інституту (нині Національний медичний університет імені Олександра Богомольця). Був проректором із навчальної, а потім наукової роботи.

## Наукова діяльність
1954 року захистив докторську дисертацію «Зміна температури внутрішніх органів як показник трофічного процесу в них» (рос. «Изменение температуры внутренних органов как показатель трофического процесса в них»).
Автор понад 150 наукових праць, присвячених енергетиці фізіологічних процесів, фізіології травлення і вищої нервової діяльності.
Підготував 48 кандидатів і 7 докторів медичних наук.

### Праці
- Общие закономерности знергетических процессов во внутренних органах животных и человека // Некоторые философские вопроси медицины и естествознания. — К., 1960.
- Физиологическое обоснование режимов деятельности. — К., 1969.